# Алдамов, Алибек-Хаджи
Алибек-Хаджи Алдамов (чечен. Іаьлбаг-Хьаьжа) (1850 — 9 марта 1878) — предводитель повстанческого движения на Северном Кавказе, военный и религиозный лидер, имам Северного Кавказа, инициатор и руководитель восстания (1877-1878) в Чечне и Дагестане.

## Биография
Чеченец, из аула Симсир Зандакского общества Веденского округа (ныне Ножай-Юртовский район). Алибек происходил из довольно обширного рода Алдамовых, живших в Верхней Ичкерии. Отец Алибека, Алдам Арзуев, был родным братом шейха Гази-Хаджи и участником Кавказской войны на стороне горцев. В семье Алдамовых было 5 братьев — от 18 до 50 лет. Все они стали активными участниками восстания. Некоторые побывали в Мекке.
В 1874 году Алибек-Хаджи по пути из хаджа встретился в Османской империи с сыном Шамиля — Гази-Мухаммедом. Сын имама Шамиля с 1871 года проживал в Османской империи, где проводил совещания с кавказскими паломниками с целью поднять восстание. По возвращении на родину Алибек-Хаджи передал послание от Гази-Мухаммеда Солтамураду Беноевскому и начал готовить восстание.
После начала Русско-турецкой войны 1877—1878 годов возглавил антироссийское восстание, проходившее под лозунгом восстановления имамата, существовавшего при Шамиле. Был провозглашен имамом Чечни.
13 апреля 26-летний Алибек-Хаджи Алдамов собрал в лесном массиве близ аула Саясан около 600 человек из разных селений. Собравшиеся решили «разорвать всякие сношения с существующей властью» и «объявить себя независимыми».
На следующий день начались волнения в горной части Чечни. Вождем восставших — имамом — был признан Алибек-Хаджи Алдамов. Учитывая жестокие репрессии, которые применялись из-за него к чеченцам, своё трудное положение, и поверив в то, что ему будет дарована свобода Алибек-Хаджи вместе со своими сподвижниками сдаётся администратору в Ведено. Веденский администратор приказал заковать Алибека-Хаджи в кандалы и под усиленным конвоем отправил в Грозненскую тюрьму. Вскоре туда были доставлены двенадцать его наибов и много повстанцев, а также те, которых начальство заподозрило в сочувствии .
Алибек-Хаджи и его сподвижники сессией военного суда в Грозном были приговорены к смертной казни через повешение.